# Szúnyog-sziget (Győr)
A Szúnyog-sziget (régebben Újfalusi sziget) Győr két szigetének egyike. A Mosoni-Duna által kialakított sziget a város nyugati határában, a Püspökerdő közvetlen szomszédságában található, hídon nem, csak vízi járművön közelíthető meg. 
A Szúnyog-sziget már az 1920-as években kezdett népszerűségnek örvendeni, Győr egyik jelentős hétvégiházas övezete alakult itt ki. A sziget tulajdonosa az 1930-as években a győri püspökség volt, majd 1935-ben Hajnal Kolos helyi lakos vásárolta meg, állítólag 3000 pengőért. 
A szigetet horgászok és evezősök is szívesen keresik fel. A Szúnyog-szigeti mellékág erősen feliszaposodott, rendezésére először 1993-ban, majd 2014-ben is készült rendezési terv, amit eddig még nem kiviteleztek.
A mellékágat EU forrásból kotorták ki, két éve jelentős sodrású járható és kavicsos mindkét ág.[forrás?]